# Kajhajdi
Kajhajdi (arab. ‏كيهيدي‎, Kayhaydī; fr. Kaédi) – miasto w południowej Mauretanii, siedziba administracyjna regionu Kurkul. W 2013 roku liczyło ok. 46 tys. mieszkańców. Ośrodek przemysłu spożywczego i włókienniczego. W mieście działa port rzeczny (na Senegalu) i krajowe lotnisko.
Kajhajdi położone jest w żyznym regionie rolniczym (jednym z niewielu w kraju) u ujścia rzeki Kurkul do Senegalu. Położenie to sprawia, że miasto jest regionalnym ośrodkiem handlu płodami rolnymi (uprawia się głównie proso zwyczajne, sorgo dwubarwne i warzywa).
Kajhajdi jest jednym z najbardziej zróżnicowanych etnicznie miast kraju – tutejsza społeczność składa się z głównie z Maurów, Fulan i Soninke, a kultura wykazuje silne wpływy subsaharyjskich kultur Senegalu w odróżnieniu od arabsko-mauryjskiej kultury pozostałych części kraju.